# Саммут, Марк
Марк Энтони Саммут (мальт. Mark Anthony Sammut; род. 1973) — мальтийский юрист, автор книг по юриспруденции и переводчик.

## Биография
Марк Саммут родился в 1973 году на Мальте. Он старший сын мальтийского писателя Франса Саммута. Саммут учился в школе Св. Моники, колледже Стелла Марис, лицее Вассалли и лицее Дж. Ф. Абела. Продолжил обучение в Мальтийском университете (получил степени магистра и доктора права) и в (Университетском колледже и Лондонской школе экономики и политических наук Лондонского университета (магистр права — LL.M.)).
Саммут работал как местный советник (1993-96), член Кооперативного Совета (1997-98), секретарь Совета нотариусов Мальты (2000-03), Почётный Консул Латвии (2001-06) и президент Мальтийской Языковой Ассоциации в Университете Мальты (2007-09).
Саммут вёл политическую деятельность в 1993—2003 годах, начиная с 1996 года в рядах Лейбористской партии Мальты. С 2014 года Марк Саммут преподаёт в Мальтийском университете историю Мальтийского уголовного кодекса. Является членом Королевского исторического общества и Мальтийского исторического общества.

## Публикации

### Книги
- Mark Sammut. The Law of Consular Relations: An Overview. — XPL Law, 2011. — 218 с. — ISBN 9781858113753.
- Mark Sammut, Patrick Cuignet, David Borg, Kevin Aquilina, Giovanni Bonello, Therese Cachia. Malta at the European Court of Human Rights 1987-2012. — 2012. — 384 с. — ISBN 9789993288114.
- Mark A. Sammut. Il-liġi, il-morali, u r-raġuni: konverżazzjonijiet bejn il-Professur Giuseppe Mifsud Bonnici, Prim Imħallef Emeritu u Dr. Mark A. Sammut ((Закон, Мораль и Причина) с профессором Джузеппе Мифсуд Бонничи с бывшим судьёй Европейского суда по правам человека и бывшим президентом Конституционного Суда Мальты Джузеппе Мифсуд Бонничи). — Ius Melitae, 2008. — 178 с. — ISBN 9993288098.[3]

### Другие публикации
Перевод Марка Саммута произведения Гузе Бонничи La Pazza был положительно оценён профессором Чарльзем Бриффом в его книге о Мальтийской Литературе (Il-Letteratura Maltija: L-Istorja tan-Narrattiva, Malta University Press, 2008). Саммут писал на тематику Муниципального кодекса Мальты и прочие темы по Истории и теории юриспруденции.